# ضلع (تقسيم إداري)

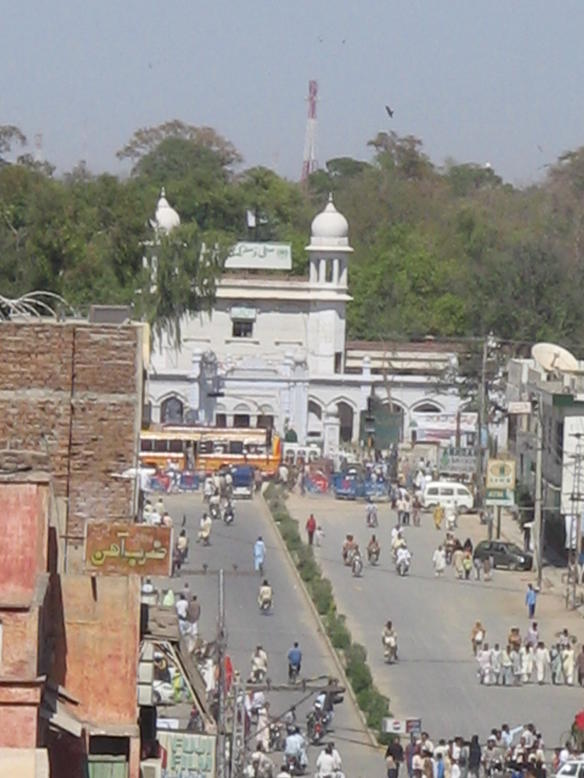
مبنى إدارة «ضلع» فيصل آباد.

الضلع تقسيم إداري في الهند والباكستان والبنغلاديش.